# Eva Posthuma de Boer
Eva Posthuma de Boer (Amsterdam, 3 november 1971) is een Nederlandse schrijver en columnist. 

## Loopbaan
Posthuma de Boer bezocht het Barlaeus Gymnasium in haar geboortestad Amsterdam. Na het behalen van haar diploma studeerde zij aan de HKU.
Zij werkte als theaterproducente voor Comedytrain en Toomler, het Leids Cabaret Festival, Circus Elleboog en de cabaretgroepen NUHR en de Ploeg. Daarnaast initieerde ze verschillende muziektheaterprojecten en ontwikkelde ze voor de Parade de literaire quiz Pulp & Fictie.  
In 2004 schreef ze met Sanne Wallis de Vries het brieven- en interviewboek Rinus aan de rekstok. 
Haar debuutroman Eindeloze dagen verscheen in 2007, gevolgd door de romans Lichthart, De Comedy Club, Ica, En het wonder ben jij en De hand van Mustang Sally.
Ook schreef ze kookboeken, zoals Voer voor Vrienden, Eva's Keukenkast en Boergondisch.   
In verschillende kranten en tijdschriften o.a. Het Parool en Museumvisie publiceerde Eva Posthuma de Boer (culinaire) columns. Tussen 2018 en 2021 verscheen er een gezamenlijke column van Eva en haar vader, fotograaf Eddy Posthuma de Boer, in de Volkskrant. 

## Privé
Eva Posthuma de Boer is een dochter van de fotograaf Eddy Posthuma de Boer en de musicologe en journaliste Henriette Klautz, een dochter van uitgever Johannes Pieter Klautz. Ze is getrouwd met acteur Frank Lammers. Samen hebben ze een dochter, geboren in 2004. Uit een eerdere relatie heeft ze een zoon (1999).